# 巴勃罗·塞恩斯·维勒加斯
巴勃罗·塞恩斯·维勒加斯（西班牙語：Pablo Sainz Villegas，1977年6月16日—），是一位西班牙古典吉他演奏家。

## 职业生涯
巴勃罗·塞恩斯·维勒加斯出生于西班牙北部的拉里奥哈，6岁开始学习吉他，并在7岁的时候就首次公开演出。在曼哈顿音乐学院获得博士学位后，现今生活在纽约。

## 外部連結
- Website （页面存档备份，存于）
- Facebook
- Twitter （页面存档备份，存于）
- Instagram
- Youtube （页面存档备份，存于）
- Weibo